# 骨部
骨部（）は、漢字を部首により分類したグループの一つ。
康熙字典214部首では188番目に置かれる（10画の2番目、亥集の2番目）。

## 概要
「骨」字は動物の肉を取り去った部分にある骨を意味する。
その字形は骨を表す字に「肉」を加えた会意文字である。その骨の象形は牛の肩胛骨とも、頸骨とも、頭蓋骨とも言われる。また「骨」字は支えるものとして人の気概や風格を意味する。
偏旁の意符としては骨格や身体に関することを示す。このとき左側の偏の位置に置かれ、左右構造を構成する。
骨部はこのような意符を構成要素に持つ漢字を収める。

## 字体のデザイン差
「骨」字の字体には地域により差異が見られる。
まず上部については『康熙字典』・日本の新字体・台湾の国字標準字体・香港の常用字字形表は囲まれた中の折れを┏のような形で、右側に置くが、中国の新字形では「骨」のように┓を左側に置く（画数が1画少なくなる）。
下部については肉月に従うので、康熙字典・日本・香港の標準字体では1画目の縦画が止めで、内部の2画が横画の「月」である。一方、台湾の国字標準字体ではいわゆる「提肉旁」、すなわち内部の上画をゆるい傾斜の点、下画をゆるい傾斜のはね（提）といった「ン」形としている。
| 康熙字典 日本・香港・韓国 | 台湾 | 中国 |
| ------------------------- | ---- | ---- |
| 骨                        | 骨   | 骨   |

## 部首の通称
- 日本：ほねへん
- 中国：骨字旁
- 韓国：뼈골부（ppyeo gol bu、ほねの骨部）
- 英米：Radical bone

## 部首字
骨
- 中古音
  - 広韻 - 古忽切、没韻、入声
  - 詩韻 - 月韻、入声
  - 三十六字母 - 見母
- 現代音
  - 普通話 - ピンイン：gǔ 注音：ㄍㄨˇ ウェード式：ku3
  - 広東語 - Jyutping:gwat1 イェール式:gwat1
- 日本語 - 音：コツ（漢音）・コチ・コツ（呉音） 訓：ほね
- 朝鮮語 - 音：골(gol) 訓：뼈（ppyeo、ほね）

## 例字
- 骨
  - 3:骭、4:骰、6:骸・骼、8:髀、11:髏、13:髑・髓（髄9）・體（体→人部5）